# Chrysolina philotesia
Chrysolina philotesia — вид жуков из подсемейства хризомелин семейства листоедов. Стал третьим или четвёртым известным видом подрода Bechynia[значимость факта?].

## Ареал
Встречается в Греции (на полуострове Пелопоннес).